# Holidays Czech Airlines
Holidays Czech Airlines nieistniejąca już czeska linia lotnicza z siedzibą w Pradze. Wykonywała loty Pragi i Dublina do wakacyjnych kurortów w Grecji, Turcji i Hiszpanii.

## Kierunki lotów
Cypr
- Larnaka – Port lotniczy Larnaka

 Czechy
- Brno – Port lotniczy Brno-Tuřany
- Praga – port lotniczy Praga-Ruzyně (Baza)

 Grecja
- Korfu – port lotniczy Korfu
- Heraklion – Port lotniczy Heraklion
- Preweza – Port lotniczy Aktion
- Rhodes – Port lotniczy Rodos
- Zakynthos – Port lotniczy Zakintos

 Irlandia
- Cork – Port lotniczy Cork [od 26 maja 2012]
- Dublin – Port lotniczy Dublin

 Hiszpania
- Palma de Mallorca – Port lotniczy Palma de Mallorca
- Reus – Port lotniczy Reus

 Turcja
- Antalya – Port lotniczy Antalya

 Wielka Brytania
- Manchester – Port lotniczy Manchester